# 十字架與吸血鬼
《十字架與吸血鬼》（日语：ロザリオとバンパイア）是日本漫畫家池田晃久創作的日本漫畫作品。2004年於《月刊少年Jump》開始連載，2007年由於雜誌停刊移至《Jump Square》繼續連載，並在標題增加「seasonⅡ」，於2014年完結。
於2006年5月發表廣播劇，其後推出其CD，並於2008年1月在獨立UHF局播放動畫版。及後於2008年3月20日推出NDS遊戲，名為《十字架與吸血鬼 七夕之陽海學園小姐》(ロザリオとバンパイア 七夕のミス陽海学園)。第二季動畫已於2008年10月1日首播，標題為《十字架與吸血鬼CAPU2》。

## 故事簡介
平凡的少年青野月音，因為高中考試落榜而去就讀妖怪學校—陽海學園。就在入學的第一天，月音在學園內遇到美少女吸血鬼赤夜萌香，萌香由於月音的血很好吃而喜歡月音。陽海學園事實上是不容許人類入讀的，如果被妖怪們知道便會被殺，於是月音與萌香決定一邊隱瞞身份，一邊在多災多難妖怪學校生活，然而災難一個接著一個，月音能否在這所學校平安生活呢？

## 設定
陽海學園屬於只有妖怪就讀的寄宿學校，被強大的結界與人界隔離，在結界內不能使用手機。只有神秘的巴士司機能夠駕駛巴士通往與外界連接著的隧道。學校擁有附屬醫院，校舍按照人界的近代建築設計。不過，除了在課室和教職員室的門牌等各處有形跡可疑的裝飾以外，校園外有枯萎、彎曲了的古木和墓石等，釀著獨特的靈異氣氛。
「與人類共存」仍是學校的宗旨，為了讓妖怪能夠投入人類生活，學園有著不比人間遜色的教育水平。學園內也有各式各樣的課外活動。
學園禁止人類進入，若發現人類，必會格殺勿論。而學生也不能夠在校園內暴露真身，只能以人類的形態生活。因為學園只有妖怪，所以存在著很多的問題學生。
※陽海學園的「陽海」日文發音與「妖怪」相同。
新聞部是學園的社團之一，是故事的主要舞台。由貓目靜擔任顧問教師，而1年3組的課室也是學會的集會室（第二季漫畫中，才正式的有學會集會室）。

## 登場角色

### 主要人物
（括號內為廣播劇CD的配音員，動畫版相同）
青野月音（配音員：岸尾大輔）
本作男主角 6月22日出生，巨蟹座B型，漫畫第2季為16歲。
赤夜萌香（配音員：水樹奈奈）
本作女主角 5月8日出生，金牛座O型，儀容端麗、頭腦學識都很完美的美少女，她的原形是一名吸血鬼。
裏萌香（配音員：水樹奈奈）
萌香的另一個人格，也是本來的人格，事實上這個才是真正的萌香，不過大家都習慣把這個人格稱為「裏」萌香，平常被十字架的力量所封印。

## 用語
- 吸血鬼（バンパイア）

有「力量之大妖」的稱號的稀少種族。動畫版中稱作「少數的S級大妖怪」。自尊心很強，能夠把自身的妖氣化成力量以使出各種物理攻擊（拳腳），而且有異常強的復原能力及妖氣探知。另一方面，吸血鬼也有各種各樣的弱點，如：水和十字架。因為它們的淨化能力非常強，所以吸血鬼只能使用放入特殊草藥的水。另外，吸血鬼的血擁有使人復原的能力，只要肉體能夠承受血液，即使在瀕死邊緣也可以復原。不過，接受了吸血鬼血後也會出現副作用，當中包括：擁有吸血鬼力量及有機會像月音般屍鬼化。吸血鬼一般是不喜歡和其他種族有所來往，因為在他們眼中，吸血鬼是最優秀的，所以民族意識特別強烈，十分不認同和其他種族結合，因而有條規矩就是吸血鬼只能和吸血鬼結合(請見漫畫第40回(番外篇)，而破壞規矩的人只可以死，和由兩個種族所生的子女是一生都被吸血鬼鄙視，但是由於現在時代變遷，現在無吸血鬼會遵守，就是說這時連吸血鬼都有戀愛的自由。
- 屍鬼

邪惡的精靈侵佔人類的屍體而形成的妖怪。嗜人肉，時常襲擊幼童，或盜食墳裡的屍體。畏懼神、信仰及十字架。當人類接受了吸血鬼血後會出現副作用，當中就包括有機會像月音般屍鬼化。
（參考十字架與吸血鬼第一季漫畫第六集108頁）
- 封印の十字架（ふういんのロザリオ）
- 魔封じの鍵（ホーリーロック）
- 莉莉絲之鏡（リリスの鏡）
- 三大冥王（三大冥王）

東方不敗（とうほうふはい）和御子神 典明（みこがみ てんめい）以及首領真祖·阿卡夏·布拉德莉帕（アカーシャ=ブラッドリバー）。他們打敗真祖 阿爾卡特後被稱為三大冥王。
- 流浪妖（はぐれ妖）

為混血妖怪，無特定種族，一直被其他純血統妖怪所區分及歧視。不同的妖怪具有不同的能力，但大部分都可以把自己的身體變成武器。因受純血統妖怪看低，而對他們抱有敵意之餘，流浪妖與流浪妖之間也互不信任及互相猜疑。當中有流浪妖組成一黨，專門襲擊純血統妖怪，但力量性不高、行事又缺乏組織，同伴間又互相猜疑，成功率一向偏低。
- 反學派（アンチテーゼ）

在第一季漫畫中出現的流浪妖成員，行事目的是為了破壞校園治安，如「金城北都」便是其中一員，破壞方式因人而異。
- 夢魔

本作的代表人物是「黑乃胡夢」及她的媽媽，特徵是背後有一對黑色的翅膀用作飛行，尾巴可以勾起物件或人，指甲可以變成利器攻擊，可以使用幻術迷惑對方。如果技術高明的夢魘更可以用幻術來使對方傷忙。以上是第一季漫畫的描述。
- 雪女之村

雪女之村就是根据雪之巫女的预言而制造出来的，据说如果违背的话雪女将面对灭绝的命运，实际上，这个村子已经成为了雪女最后的据点，這裡一年裡有一半時間維持冬天的天氣，在村子外圍更是長時間下暴風雪。
雪女之里就是雪女們所住的地方名，這裡就像首都一樣，這裡因受結界的影響而使有極光出現，和這裡的建築物全是用冰做的。
- 花供

是雪女特有的習族，就像人間成人禮一樣，村子裡17歲的雪女要上山去採集一種名叫白雪草的花(因白雪草有結緣的能力)，然後就要拿去神社供奉祈求得到良緣，因為雪女17歲就被視為成年就要開始找尋結婚對象（之所謂17歲就成人禮是因為雪女只有17－25歲這幾年的生育能力），和在神社供奉時就會得到预言誰先係參加成人禮既雪女的真命天子。
- 千年樹冰

是雪女之村的心臟，因為是支撐結界的中樞，現在受到御伽之国在中心所放下的卵來吸收結界的靈源而每天變得更衰弱。
- 妖怪的乐园

专为保护那些太过凶猛和将近绝种的妖兽的空间。
- 御伽之国

是以把妖怪为敌的人类社会颠覆为目的在暗中活动的组织。
- 贝尔蒙特

传说中妖怪猎人使用过的，是具有「抵消魔法能力」的强魔力道具。
- 飞龙

前脚为翼，只有两只脚的龙。和龙相比体型较小，只能和战斗力也较低，不过速度很快、亦很凶暴。
- 塞壬

希腊神话等提到的住在海里的半人半鸟的妖怪，据说原本是神明。她的歌声可以迷惑听者，具有破坏精神的强大力量。顺便说一下英语里的“Sirens”这个词是这个妖怪名字的来源。
- 半人鱼

有两对手足，腮和鳞片的半鱼半人的妖怪。能把体内存储的水压缩，像子弹一样打出。
- 夜叉

起源于印度，在中国等地广为人知的恶鬼擅长使用变化类的妖术，传说他的样子有狮子，象，仙子，独眼，三眼等各种各样的形态。在日本所说的鬼是与其相似的存在。
- 僵尸

误被埋葬的死人因为没有成佛而从坟墓中苏醒的尸体，大部分都没用生前的记忆，凶暴，虽然有着熊一般的怪力，但因为是尸体所以身体僵硬不能灵活的运动。在日本被称作【僵尸】。

## 出版書籍
| 卷數                     | 集英社         | 集英社                 | 正文社         | 正文社                 | 長鴻出版社     | 長鴻出版社           |
| 卷數                     | 發售日期       | ISBN                   | 發售日期       | ISBN                   | 發售日期       | EAN                  |
| 十字架與吸血鬼           | 十字架與吸血鬼 | 十字架與吸血鬼         | 十字架與吸血鬼 | 十字架與吸血鬼         | 十字架與吸血鬼 | 十字架與吸血鬼       |
| ------------------------ | -------------- | ---------------------- | -------------- | ---------------------- | -------------- | -------------------- |
| 1                        | 2004年10月4日  | ISBN 4-08-873665-6     | 2006年8月4日   | ISBN 978-988-210-332-0 | 2006年3月23日  | EAN 471-0765-20355-9 |
| 2                        | 2005年2月4日   | ISBN 4-08-873776-8     | 2006年8月23日  | ISBN 978-988-210-333-7 | 2006年5月2日   | EAN 471-0765-20375-7 |
| 3                        | 2005年6月3日   | ISBN 4-08-873823-3     | 2006年9月20日  | ISBN 978-988-210-334-4 | 2006年7月24日  | EAN 471-0765-20661-1 |
| 4                        | 2005年10月4日  | ISBN 4-08-873869-1     | 2006年10月24日 | ISBN 978-988-210-335-1 | 2007年2月13日  | EAN 471-0765-21221-6 |
| 5                        | 2006年2月3日   | ISBN 4-08-874024-6     | 2006年11月7日  | ISBN 978-988-210-336-8 | 2007年4月2日   | EAN 471-0765-21279-7 |
| 6                        | 2006年6月2日   | ISBN 4-08-874116-1     | 2007年1月26日  | ISBN 978-988-210-422-8 | 2007年6月4日   | EAN 471-0765-21483-8 |
| 7                        | 2006年10月4日  | ISBN 4-08-874270-2     | 2007年3月8日   | ISBN 978-988-210-437-2 | 2007年9月5日   | EAN 471-0765-21709-9 |
| 8                        | 2007年2月2日   | ISBN 978-4-08-874324-0 | 2007年6月28日  | ISBN 978-988-210-486-0 | 2007年10月22日 | EAN 471-0765-21803-4 |
| 9                        | 2007年6月4日   | ISBN 978-4-08-874372-1 | 2007年9月21日  | ISBN 978-988-210-542-3 | 2008年9月12日  | EAN 471-2805-82732-9 |
| 10                       | 2007年10月4日  | ISBN 978-4-08-874449-0 | 2008年2月18日  | ISBN 978-988-210-589-8 | 2008年9月23日  | EAN 471-2805-82752-7 |
| 十字架與吸血鬼 Season II |                |                        |                |                        |                |                      |
| 1                        | 2008年6月4日   | ISBN 978-4-08-874506-0 | 2010年1月20日  | ISBN 978-988-210-838-7 | 2010年11月23日 | EAN 471-3469-35592-0 |
| 2                        | 2008年10月3日  | ISBN 978-4-08-874586-2 | 2010年1月20日  | ISBN 978-988-210-853-0 | 2011年1月17日  | EAN 471-3469-35709-2 |
| 3                        | 2009年2月9日   | ISBN 978-4-08-874637-1 | 2010年2月3日   | ISBN 978-988-210-855-4 | 2011年1月29日  | EAN 471-3469-35730-6 |
| 4                        | 2009年6月4日   | ISBN 978-4-08-874679-1 | 2010年2月17日  | ISBN 978-988-210-865-3 | 2012年9月25日  | EAN 471-5409-85248-3 |
| 5                        | 2009年10月2日  | ISBN 978-4-08-874745-3 | 2010年3月4日   | ISBN 978-988-210-871-4 | 2012年10月3日  | EAN 471-5409-85321-3 |
| 6                        | 2010年2月4日   | ISBN 978-4-08-870008-3 | 2010年4月19日  | ISBN 978-988-210-896-7 | 2012年10月24日 | EAN 471-5409-85322-0 |
| 7                        | 2010年6月4日   | ISBN 978-4-08-870057-1 | 2010年7月30日  | ISBN 978-988-8068-01-2 | 2012年11月14日 | EAN 471-5409-85408-1 |
| 8                        | 2010年11月4日  | ISBN 978-4-08-870122-6 | 2011年2月2日   | ISBN 978-988-8068-85-2 | 2013年7月20日  | EAN 471-5409-85927-7 |
| 9                        | 2011年6月3日   | ISBN 978-4-08-870213-1 |                | ISBN 978-988-8070-22-0 | 2013年8月6日   | EAN 471-5409-85945-1 |
| 10                       | 2011年12月2日  | ISBN 978-4-08-870349-7 | 2012年3月13日  | ISBN 978-988-8070-97-8 | 2013年8月26日  | EAN 471-5409-86000-6 |
| 11                       | 2012年6月9日   | ISBN 978-4-08-870425-8 |                | ISBN 978-988-8152-75-9 | 2013年11月2日  | EAN 471-5409-86125-6 |
| 12                       | 2013年2月4日   | ISBN 978-4-08-870570-5 | 2013年4月24日  | ISBN 978-988-8153-66-4 | 2013年11月5日  | EAN 471-5409-86136-2 |
| 13                       | 2013年9月4日   | ISBN 978-4-08-870812-6 | 2013年11月12日 | ISBN 978-988-8154-37-1 | 2014年2月15日  | EAN 471-5409-86322-9 |
| 14                       | 2014年5月2日   | ISBN 978-4-08-880049-3 | 2014年8月26日  | ISBN 978-988-8296-18-7 | 2015年1月28日  | EAN 471-5409-86827-9 |

## 電視動畫
於月刊少年Jump休刊號發表電視動畫化，主要配音員與2006年發售的廣播劇CD相同，由GONZO製作，於2008年1月起播放。

### 第一季

#### 製作人員
- 原作：池田晃久
- 製作：鳥嶋和彦、石川真一郎、藤岡修、雲出幸治
- 系列構成：山口宏
- 主要人物設計：藤田まり子
- 妖怪設計：神戶洋行
- 總作畫監督：清丸悟
- 美術監督：池田繁美
- 背景：アトリエ・ムサ
- 色彩設計：鈴木壽枝
- 撮影監督：牛島あゆみ
- 編輯：廣瀨清志
- 音樂：田中公平、浜口史郎
- 音響制作：浦狩裕樹、渡邊悠介
- 動畫制作監督：若松剛
- 監督：稻垣隆行
- 動畫制作：GONZO
- 製作：陽海學園新聞部（集英社、GDH、ハピネット、讀賣廣告社）

#### 主題曲
片頭曲
- 「COSMIC LOVE」（第2～12話）（第1、13話片尾曲）

作詞：園田凌士
作曲．編曲：藤田淳平（Elements Garden）
歌：赤夜萌香（水樹奈奈）
片尾曲
- 「Dancing in the velvet moon」（第2～12話）

作詞：水樹奈奈
作曲：上松範康（Elements Garden）
編曲：上松範康、中山真斗（Elements Garden）
歌：赤夜萌香（水樹奈奈）
插入曲
- 「赤い情熱」（第5話）

作詞：園田凌士
作曲：上松範康（Elements Garden）
編曲：菊田大介（Elements Garden）
歌：赤夜萌香（水樹奈奈）
- 「渚のデカメロン」（第5話）

作詞：桑原永江
作曲．編曲：藤田淳平（Elements Garden）
歌：黒乃胡夢（福圓美里）
- 「マジカルロマンス」（第5話）

作詞：桜たんぽぽ
作曲：上松範康（Elements Garden）
編曲：菊田大介（Elements Garden）
歌：仙童紫（こやまきみこ）
- 「雪解けの恋心」（第7話）

作詞：園田凌士
作曲．編曲：上松範康（Elements Garden）
歌：白雪美逸（釘宮理恵）
- 「赤いスイートピー」（第8話）

作詞：松本隆
作曲：吳田輕穂
編曲：藤田淳平（Elements Garden）
歌：赤夜萌香（水樹奈奈）（原歌：松田聖子）
- 「友達だよ…」（第10話）

作詞：桜たんぽぽ
作曲．編曲：藤間仁（Elements Garden）
歌：橙條瑠妃（千葉紗子）
- 「冷たいロザリオ」（第13話）

作詞：桜たんぽぽ
作曲．編曲：菊田大介（Elements Garden）
歌：ザ・かぷっちゅ「赤夜萌香（水樹奈奈）、黒乃胡夢（福圓美里）、仙童紫（こやまきみこ）、白雪美逸（釘宮理恵）、橙条瑠妃（千葉紗子）」

#### 各話標題
第一季
| 話數 | 日文標題                 | 中文標題           | 劇本     | 分鏡       | 演出       | 作畫監督                                                |
| ---- | ------------------------ | ------------------ | -------- | ---------- | ---------- | ------------------------------------------------------- |
| 1    | 新生活とバンパイア       | 新生活與吸血鬼     | 山口宏   | 稲垣隆行   | 稲垣隆行   | Shuzilow.HA 齋藤雅和                                    |
| 2    | 夢魔とバンパイア         | 夢魔與吸血鬼       | 山口宏   | 福田道夫   | 市村徹夫   | 中村深雪                                                |
| 3    | 魔女っ子とバンパイア     | 魔女與吸血鬼       | 山口宏   | 池畠博史   | 池畠博史   | SEO KYUNG-ROCK JUNG MI-HEE（補佐）                      |
| 4    | さよならとバンパイア     | 再會與吸血鬼       | 山口宏   | 祝浩司     | 祝浩司     | 山川宏治                                                |
| 5    | スクール水着とバンパイア | 校園泳衣與吸血鬼   | 早坂律子 | 稲垣隆行   | 唐戶光博   | 小林亮                                                  |
| 6    | 新聞部とバンパイア       | 新聞部與吸血鬼     | 早坂律子 | 福田道生   | 麦野アイス | 菅井翔 斉藤雅和 神戸洋行（補佐）                        |
| 7    | 雪女とバンパイア         | 雪女與吸血鬼       | 山口宏   | 東海林真一 | 白石道太   | Shuzilow.HA 海老原雅夫 片岡英之 蘇武裕子 阿部達也       |
| 8    | 数学とバンパイア         | 數學與吸血鬼       | 山口宏   | 出井真知雄 | 神戸洋行   | SEO KYUNG-ROCK                                          |
| 9    | 夏休みとバンパイア       | 暑假與吸血鬼       | 早坂律子 | もりたけし | 祝浩司     | 小谷杏子 片岡英之                                       |
| 10   | ひまわりとバンパイア     | 向日葵與吸血鬼     | 早坂律子 | 板垣伸     | 板垣伸     | 平田雄三                                                |
| 11   | 新学期とバンパイア       | 新學期與吸血鬼     | 山口宏   | 福田道生   | 唐戸光博   | 輿石暁                                                  |
| 12   | 公安委員会とバンパイア   | 公安委員會與吸血鬼 | 山口宏   | 金崎貴臣   | 白石道太   | 蘇武裕子                                                |
| 13   | 月音とバンパイア         | 月音與吸血鬼       | 山口宏   | 福田道生   | 三宅雄一郎 | 神戸洋行 吉田隆彦 佐佐木敏子 清丸悟 蘇武裕子 藤田まり子 |

### 第二季

#### 主題曲
片頭曲
- 「DISCOTHEQUE」（第2～12話）（第1、13話片尾曲）

作詞：園田凌士
作曲．編曲：上松範康（Elements Garden）
歌：赤夜萌香（水樹奈奈）
片尾曲
- 「Trinity Cross」（第2～12話）

作詞．作曲：志倉千代丸
編曲：藤間仁（Elements Garden）
歌：赤夜萌香（水樹奈奈）
插入曲
- 「時の河をこえて」（第1話）

作詞：秋元康
作曲：後藤次利
編曲：菊田大介（Elements Garden）
歌：ザ・かぷっちゅ（赤夜萌香（水樹奈奈）、黒乃胡夢（福圓美里）、仙童紫（こやまきみこ）、白雪美逸（釘宮理惠）、橙條瑠妃（千葉紗子））
- 「赤い情熱」（第3話）

作詞：園田凌士
作曲：上松範康（Elements Garden）
編曲：菊田大介（Elements Garden）
歌：赤夜萌香（水樹奈奈）
- 「Snowstorm(スノーストーム)」（第3話）

作詞：桜たんぽぽ
作曲．編曲：藤間仁（Elements Garden）
歌：白雪美逸（釘宮理惠）
- 「やぶなのに…」（第3話）

作詞：桑原永江
作曲：上松範康（Elements Garden）
編曲：菊田大介（Elements Garden）
歌：黑乃胡夢（福圓美里）
- 「魔女っコ♥女のコ」（第4話）

作詞：桑原永江
作曲．編曲：菊田大介（Elements Garden）
歌：仙童紫（こやまきみこ）
- 「Say Yes!」（第5話）

作詞：売野雅勇
作曲：林哲司
編曲：中山真斗（Elements Garden）
歌：白雪美逸（釘宮理惠）
- 「白い炎」（第6話）

作詞：森雪之丞
作曲：玉置浩二
編曲：藤田淳平（Elements Garden）
歌：朱染心愛（斎藤千和）
- 「あなたにカプッchu!」（第6話）

作詞：桜たんぽぽ
作曲：上松範康（Elements Garden）
編曲：菊田大介（Elements Garden）
歌：赤夜萌香（水樹奈奈）
- 「オレンジの帰り道」（第8話）

作詞：桑原永江
作曲．編曲：藤田淳平（Elements Garden）
歌：橙条瑠妃（千葉紗子）
- 「ポジティブ☆ロケンロー」（第9話）

作詞：桜たんぽぽ
作曲．編曲：藤田淳平（Elements Garden）
歌：朱染心愛（斎藤千和）
- 「百万回のジュテームで」（第10話）

作詞．作曲．編曲：上松範康（Elements Garden）
歌：謎之蝙蝠（子安武人）
- 「COSMIC LOVE」（第11話）

作詞：園田凌士
作曲．編曲：藤田淳平（Elements Garden）
歌：赤夜萌香（水樹奈奈）
- 「DESIRE -情熱-」（第12話）

作詞：阿木燿子
作曲：鈴木キサブロー
編曲：菊田大介（Elements Garden）
歌：赤夜萌香（水樹奈奈）
- 「スローモーション」（第13話）

作詞：来生えつこ
作曲：来生たかお
編曲：藤田淳平（Elements Garden）
歌：白雪美逸（釘宮理惠）
- 「時に愛は」（第13話）

作詞．作曲：尾崎亜美
編曲：藤間仁（Elements Garden）
歌：黑乃胡夢（福圓美里）
- 「Shalala -私にくれた物-」（第13話）

作詞：桜たんぽぽ
作曲．編曲：藤間仁（Elements Garden）
歌：ザ・かぷっちゅ（赤夜萌香（水樹奈奈）、黒乃胡夢（福圓美里）、仙童紫（こやまきみこ）、白雪美逸（釘宮理惠）、橙條瑠妃（千葉紗子））

#### 各話標題
第二季
| 話數 | 日文標題                 | 中文標題             | 劇本            | 分鏡           | 演出           | 作畫監督                          |
| ---- | ------------------------ | -------------------- | --------------- | -------------- | -------------- | --------------------------------- |
| 1    | 再会とバンパイア         | 再會與吸血鬼         | 山口宏          | 太田雅彦       | 太田雅彦       | 小川浩司 谷川政輝                 |
| 2    | 妹とバンパイア           | 妹妹與吸血鬼         | 山口宏          | 布施康之       | 布施康之       | 澤崎誠 矢野裕一郎                 |
| 3    | 母と子とバンパイア       | 母女與吸血鬼         | 早坂律子        | 出井真知雄     | 三笠修         | 山内則康 大和田直之               |
| 4    | 身体測定とバンパイア     | 身體檢查與吸血鬼     | 早坂律子        | 稲垣隆行       | 白石道太       | 松岡秀明                          |
| 5    | カレーとバンパイア       | 咖哩與吸血鬼         | 竹田裕一郎      | 稲垣隆行       | 三宅雄一郎     | 江上夏樹 村上龍一                 |
| 6    | 修学旅行とバンパイア     | 修學旅行與吸血鬼     | 竹田裕一郎      | 大久保政雄     | 大久保政雄     | 川島尚                            |
| 7    | バスルームとバンパイア   | 浴室與吸血鬼         | 竹田裕一郎      | オザワカズヒロ | オザワカズヒロ | 福田紀之 澤崎誠 森川均 矢野裕一郎 |
| 8    | 青春とバンパイア         | 青春與吸血鬼         | 山口宏 稲垣隆行 | 稲垣隆行       | 五月女有作     | 佐々木敏子 小林多加志 水谷麻美子  |
| 9    | スキーとバンパイア       | 滑雪與吸血鬼         | 山口宏          | 細越裕治       | 矢花馨         | Lee Min Bae Cho Young Rae         |
| 10   | 美少年とバンパイア       | 美少年與吸血鬼       | 早坂律子        | オザワカズヒロ | 祝浩司         | 青木美穂 容洪 中村深雪（輔佐）    |
| 11   | リリスの鏡とバンパイア   | 莉莉絲之鏡與吸血鬼   | 山口宏          | 出井真知雄     | 三笠修         | 山内則康 李政權                   |
| 12   | 封印とバンパイア         | 封印與吸血鬼         | 山口宏          | 金澤勝眞       | 白石道太       | 松岡秀明                          |
| 13   | 十字架と家族とバンパイア | 十字架與家族與吸血鬼 | 山口宏          | 稲垣隆行       | 友田政晴       | 藤田まり子 清丸悟 山内則康 李政權 |

## 發行商品

### CD
十字架+吸血姬 角色歌曲系列
1. 赤夜萌香/staring：水樹奈奈（KICM 3167）
  - 発売日 - 2008年2月14日
  - 收錄曲目 - 赤い情熱「赤い情熱」のみ、第2期第3話にも挿入曲として放送された。・赤いスイートピー（松田聖子）

2. 黒乃胡夢/staring：福圓美里（KICM 3168）
  - 発売日 - 2008年2月14日
  - 收錄曲目 - 渚のデカメロン・時に愛は（松本伊代）

3. 仙童紫/staring：古山貴實子（KICM 3169）
  - 発売日 - 2008年2月14日
  - 收錄曲目 - マジカルロマンス・デリケートに好きして（太田貴子）

4. 白雪みぞれ/staring：釘宮理恵 (KICM 3170)
  - 発売日 - 2008年3月26日
  - 收錄曲目 - 雪解けの恋心・スローモーション（中森明菜）

5. 橙条瑠妃/staring：千葉紗子 (KICM 3171)
  - 発売日 - 2008年3月26日
  - 收錄曲目 - 友達だよ…・話しかけたかった（南野陽子）

6. ザ・かぷっちゅ（赤夜萌香・黒乃胡夢・仙童紫・白雪みぞれ・橙条瑠妃）/staring：水樹奈奈・福圓美里・こやまきみこ・釘宮理恵・千葉紗子 (KICM 3172)
  - 発売日 - 2008年3月26日
  - 收錄曲目 - 冷たいロザリオ・時の河をこえて（うしろ髪ひかれ隊）

十字架+吸血姬 CAPU2 角色歌曲系列
1. 赤夜萌香/staring：水樹奈奈 (KICM 3177)
  - 発売日 - 2008年10月29日
  - 收錄曲目 - あなたにカプッchu!・DESIRE -情熱-（中森明菜）

2. 朱染心愛/staring：斎藤千和 (KICM 3178)
  - 発売日 - 2008年10月29日
  - 收錄曲目 - ポジティブ☆ロケンロー・白い炎（齊藤由貴）

3. 黒乃胡夢/staring：福圓美里 (KICM 3179)
  - 発売日 - 2008年10月29日
  - 收錄曲目 - やふなのに…・スマイル・フォー・ミー（河合奈保子）

4. 仙童紫/staring：こやまきみこ (KICM 3180)
  - 発売日 - 2008年10月29日
  - 收錄曲目 - 魔女っコ 女のコ・淋しい熱帯魚（Wink）

5. 白雪みぞれ/staring：釘宮理恵 (KICM 3181)
  - 発売日 - 2008年11月26日
  - 收錄曲目 - スノーストーム・Say Yes!（菊池桃子）

6. 橙条瑠妃/staring：千葉紗子 (KICM 3182)
  - 発売日 - 2008年11月26日
  - 收錄曲目 - オレンジの帰り道・深呼吸して（渡辺満里奈）

7. ザ・かぷっちゅ（赤夜萌香・黒乃胡夢・仙童紫・白雪美逸・橙条瑠妃）、謎コウモリ/staring：水樹奈奈・福圓美里・こやまきみこ・釘宮理恵・千葉紗子、子安武人 (KICM 3183）
  - 発売日 - 2008年11月26日
  - 收錄曲目 - Shalala -私にくれた物-・百万回のジュテームで

十字架+吸血姬 IDOL COVER BEST
- 発売日 - 2009年2月18日（KICA957）
- 角色單曲的組合專輯，收錄1980年代偶像歌手的翻唱歌曲，新加入水樹奈奈翻唱的『MUGO・ん…色っぽい』（工藤靜香）、福圓美里及釘宮理恵雙人合唱的『EQUALロマンス』（CoCo）。
- 收錄曲目

1. MUGO・ん…色っぽい - 赤夜萌香（水樹奈奈）※新録曲
2. スマイル・フォー・ミー - 黒乃胡夢（福圓美里）
3. デリケートに好きして - 仙童紫（こやまきみこ）
4. スローモーション - 白雪みぞれ（釘宮理恵）
5. 話しかけたかった - 橙条瑠妃（千葉紗子）
6. EQUALロマンス - 黒乃胡夢・白雪みぞれ（福圓美里・釘宮理恵）※新録曲
7. DESIRE -情熱- - 赤夜萌香（水樹奈奈）
8. 白い炎 - 赤染心愛（斎藤千和）
9. 時に愛は - 黒乃胡夢（福圓美里）
10. 淋しい熱帯魚 - 仙童紫（こやまきみこ）
11. Say Yes! - 白雪みぞれ（釘宮理恵）
12. 深呼吸して - 橙条瑠妃（千葉紗子）
13. 赤いスイートピー - 赤夜萌香（水樹奈奈）
14. 時の河をこえて - ザ・かぷっちゅ（水樹奈奈・福圓美里・こやまきみこ・釘宮理恵・千葉紗子）

### 原聲帶
十字架+吸血姬 動畫原聲帶
- 發售日 - 2008年12月25日（KICA949）
- 收錄電視動畫第1期與第2期的 OP與 ED。

## 廣播劇
『ラジオ!ロザリオとバンパイア』『ラジオ!ロザリオとバンパイア CAPU2』（ラジオロザリオとバンパイア カプチュ〜）は、アニメ『ロザリオとバンパイア』の関連番組として音泉とBEWEで配信されていたインターネットラジオ番組。

## 遊戲
《十字架與吸血鬼 七夕之陽海學園小姐》（ロザリオとバンパイア 七夕のミス陽海学園）
CAPCOM製作，2008年3月20日發行，對應機種為任天堂DS，類型為冒險遊戲。
《十字架與吸血鬼 CAPU2 戀與夢的狂想曲》（ロザリオとバンパイア CAPU2 恋と夢の狂想曲（ラプソディア））
Compile Heart製作，2009年7月23日發行，對應機種為PlayStation 2，類型為「妖（あやし）戀愛體驗冒險」。

## 小説
2008年，由〈ジャンプ ジェイ ブックス〉發售的小說化作品，作者為志茂文彦。
由萌香、月音、胡夢、紫、霙為主角的4篇短編故事構成。
- 池田晃久・志茂文彦『小説 ロザリオとバンパイア』〈ジャンプ ジェイ ブックス〉2008年4月9日第1刷発行（2008年4月4日発売）、ISBN 978-4-08-703191-1

## GUIDEBOOK
十字架 + 吸血姬GUIDEBOOK　陽海学園入学案内（ロザリオトバンパイア　ガイドブック　ヨウカイガクエンニュウガクアンナイ)
妖達がひしめく高校・陽海学園。その謎に満ちた実態を、人物、事件、環境など様々な角度からナビゲート。原作者・池田晃久が語る各種執筆秘話に、總計60P及短篇漫画收錄。
- 『ロザリオとバンパイア GUIDE BOOK 陽海学園入学案内』2008年12月9日第1刷発行（12月4日発売）、ISBN 978-4-08-874801-6

## 外部連結
- 漫畫官方網站
- 動畫官方網站